# Геміацеталі

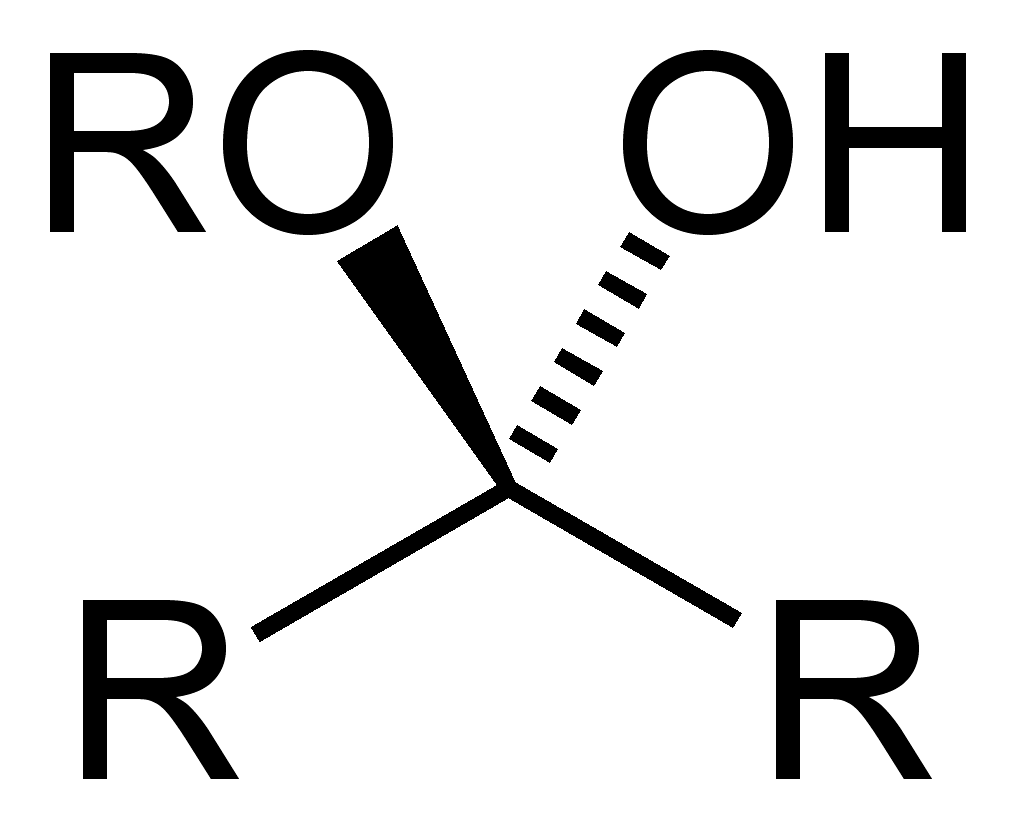
Загальна формула

Геміацеталі або напівацеталі (від грец. Hèmi — напів + ацеталі) — органічні сполуки, що утворюються при приєднанні спиртів до альдегідів або кетонів. Напівацеталі відрізняються від ацеталей тим, що в разі перших до карбонільної групи приєднується тільки одна молекула спирту, тоді як ацеталі утворюються за участю двох молекул спирту.

## Гемікеталі
Іноді особливо виділяють також  гемікеталі  — такі геміацеталі, в яких групи R1 та R2 є вуглеводневими радикалами. Відповідно, гемікеталі є продуктами взаємодії спирту з кетонами.